# Joaquín Eufrasio Guzmán
Joaquín Eufrasio Guzmán (n. Cartago, Costa Rica; 1801 - San Miguel, El Salvador; 1875) Fue presidente de la República de El Salvador del 15 de febrero de 1845 al 1 de febrero de 1846.

## Biografía
Nació en Cartago, Provincia de Costa Rica el 15 de febrero de 1801.
Pidió a la Asamblea Legislativa que decretara respecto a la garantía de los recursos necesarios para la defensa del Estado salvadoreño.

### Vicepresidencia y mando interino durante la guerra contra Nicaragua
Fue elegido vicepresidente de El Salvador en 1844, con el general Francisco Malespín como presidente. Cuando en ese mismo año se declaró la guerra a Honduras y El Salvador contra Nicaragua, el presidente Malespín, estando en San Miguel, depositó interinamente la presidencia en Guzmán el 25 de octubre.

#### Movimientos revolucionarios contra Malespín
Mientras ocurría la guerra contra Nicaragua, surgieron movimientos revolucionarios en El Salvador. En el 1 de diciembre, algunos barrios de la capital de San Salvador se alzaron contra el régimen de Malespín e intentaron apoderarse de los cuarteles; pero estos fueron reprimidos por el general Calixto Malespín, hermano del presidente Malespín, a quién se había dejado encargado de la comandancia general de las armas. El movimiento revolucionario de San Salvador estaba relacionado con las poblaciones de San Vicente, Sensuntepeque, y Cojutepeque. De este último venía una partida capitaneada por Juan Aparicio Chico para auxiliar a los alzados de San Salvador, pero esta fue derrotada en el 5 de diciembre por el gobernador de San Salvador, coronel Ciriaco Choto. Mientras tanto en San Vicente también se intentó apoderar de las armas en vano e igualmente fueron frustrados los revolucionarios en Sensuntepeque, quienes encabezados por Miguel Castellanos, Julián Villegas, Juan Francisco Méndez, Ramón Soriano y José Leonés intentaron arrebatar las armas al comandante de aquella plaza, el brigadier Escolástico Marín.
Aun después de estos intentos fallidos, los movimientos revolucionarios continuaron en San Salvador. En la noche del 30 de diciembre, una partida de hombres armados, en unión al cuerpo de serenos, atacaron la guarnición del cuartel principal y abrieron las cárceles, poniendo en libertad a los presos políticos Dolores Rosi, Marcos Idígoras y Rosalío Molina. El comandante de serenos Pedro Lubén intentó oponerse a la acción y fue herido gravemente. Los amotinados se retiraron, llevándose una cantidad de armas. La conmoción siguió al día siguiente y el gobernador Choto acompañado de ocho personas a caballo salió por la noche y encontró en el barrio del Calvario a un grupo de hombres que le hicieron dos o tres tiros antes de retirarse. Otro grupo se alzó contra el cuartel, aproximándose al atrio de la Iglesia de Santo Domingo (donde hoy está la Catedral Metropolitana) y fue repelido por tropas del gobierno. Otra partida se presentó por la noche sobre la calle de Mejicanos  y después de atravesar hombres armados la plaza principal y calle de San Francisco, la ciudad quedó en silencio.
En el 4 de enero de 1845, los coroneles Ciriaco Choto e Ignacio Malespín tuvieron un combate con los revolucionarios en los alrededores de Cojutepeque del que resultó la derrota de estos y la muerte de siete individuos de tropa así como del jefe de Estado Mayor Dolores Rosi, del capitán Rosalío Molina quienes hace días habían sido liberados. En el 23 de enero hubo otro combate en El Paiste, ocasionando la dispersión de los revolucionarios.
Mientras todo esto ocurría y mientras el general Malespín seguía combatiendo en la guerra contra Nicaragua, Trinidad Cabañas y Gerardo Barrios salen de su exilio en Nicaragua y vuelven al territorio salvadoreño.

### Golpe de Estado
Cabañas y Barrios, así como otros ciudadanos opuestos al régimen de Malespín aprovecharon la ausencia de este e influyeron al vicepresidente Guzmán, en quién estaba depositado el poder ejecutivo de forma interina. Estos convencieron a Guzmán a desconocer la autoridad de Malespín y el 2 de febrero de 1845, dio un golpe de Estado y asumió la presidencia en plenitud de forma provisional y al mismo tiempo asumió la comandancia general de las armas. Los revolucionarios del barrio del Calvario ayudaron en la empresa de Guzmán y logró el desconocimiento de la autoridad de Malespín sin dificultad y el nuevo gobierno de Guzmán fue bien recibido por la mayoría del país; la mayoría de partidarios de Malespín huyeron de forma precipitada a la llegada de Cabañas y Barrios, más el hermano y dos hermanas de Malespín fueron arrestados y algunos partidarios fueron asesinados por revolucionarios. El ejército del nuevo gobierno provisional se organizó en la capital y fue puesto a las órdenes del general Trinidad Cabañas.
Mientras tanto el general Malespín, habiendo vencido a Nicaragua, regresó a El Salvador y se situó en el departamento de San Miguel (en ese entonces abarcaba todo el territorio oriental). En el 14 de febrero, el gobierno provisional ordenó al general Ramón Belloso que entregara al general Cabañas el mando de sus tropas y que este pase a la capital en donde se le ofreció garantías; antes de que tal orden llegase a conocimiento de Belloso, Cabañas, en marcha sobre San Miguel, tuvo un encuentro con las tropas de Belloso en Quelepa del cual salió derrotado y herido. Mientras se verificaba la acción de Quelepa, la Asamblea General declaró nula la elección de Malespín y el 17 de febrero mandaron embargar y vender las propiedades de los enemigos del gobierno.
Después de la acción de Quelepa, el general Belloso avanzó hasta la ciudad de San Vicente con 300 hombres. El presidente Guzmán responde, depositando el mando del poder ejecutivo en el senador Fermín Palacios, y marcha sobre Belloso con una columna de hombres y lo derrotó en el sitio de Montero. En el 22 de febrero, Guzmán llegó al Lempa con 900 hombres mientras el general Malespín secuestraba los bienes de Guzmán en el departamento de San Miguel; más al acercarse Guzmán con sus fuerzas a San Miguel, Malespín abandona el territorio del país y se auxilia en Honduras.
Finalmente, el obispo de la diócesis de San Salvador Jorge Viteri y Ungo, quien había estado ausente de la capital, regresó a San Salvador y en el 23 de febrero dictó sentencia de excomunión contra Francisco Malespín con motivo del fusilamiento del padre Manuel Crespín en León durante la guerra contra Nicaragua; dando otro golpe fuerte a la poca pretensión de poder que le quedaba. Este recurrió a unirse a los pocos militares que le quedaban bajo la protección del gobierno hondureño y se situó en el punto de San Lorenzo.

### Guerra salvadoreña-hondureña de 1845

#### Antecedentes
El gobierno de Guzmán, sabiendo que el gobierno de José Coronado Chávez en Honduras apoyaba a Malespín y considerando que la continuación de hostilidades entre el gobierno provisional y el general Malespín generaría una guerra inminente con Honduras, organizó una convención entre ambas partes para terminar la contienda de una forma pacífica. El gobierno nombró en calidad de comisionados al general Nicolás Angulo, el coronel Tadeo Lima y Guillermo Cortés para que en la población fronteriza de Jocoro se encontrasen con Braulio Carrillo, representante del general Malespín. Se estipuló que Francisco Malespín presindiría de su pretensión al mando, que sus bienes serían respetados y se sometería a un juicio de responsabilidad por su conducta pública; tal arreglo no produjo ningún resultado.
Habiendo fracasado la convención de Jocoro, el gobierno salvadoreño preguntó en el 12 de marzo al gobierno hondureño si respetaba el derecho de El Salvador de prohibir la intervención en sus asuntos interiores y si permitiría lograr que Malespín se retire de San Lorenzo, negándole el gobierno de Honduras toda clase de auxilios y, por último si, en caso de no lograr concentrar a Malespín, el gobierno hondureño consentía que las fuerzas salvadoreñas le persiguen en dicho punto, allanando su territorio. El gobierno hondureño no dio contestación satisfactoria al de El Salvador y por tanto quedó sin medio de evitar la guerra entre ambos países.
En preparación para el conflicto, el general Cabañas fue nombrado jefe del ejército de operaciones sobre Honduras y en el 20 de marzo el gobierno compró un bergantín goleta, nombrándola Veloz salvadoreña, armándola en guerra y poniéndola bajo el mando de Juan Dheming. Por su parte, Malespín tenía a su disposición las goletas Constelación, Agustina y Carolina.
Sin embargo de estas mesuras se hizo una nueva tentativa para celebrar la paz y se firmó el convenio de Chinameca el 28 de abril entre los representantes de El Salvador el general Nicolás Angulo y José Félix Quirós y los de Honduras Sebastián Salinas y Leonardo Romero. Más este no fue aprobado por el gobierno hondureño y los aprestos de guerra continuaron. En el mismo día en que se firmó el convenio de Chinameca, el ejército llamado protector de la Constitución bajo el mando de Cabañas se encontraba en San Antonio del Sauce, y tres días antes de esto ya había cruzado al territorio salvadoreño una partida hondureña por el punto de Santa Clara.
El viajero inglés Robert Glasgow Dunlop se llegó de San Miguel a San Salvador en el 15 de mayo y fue introducido al presidente Guzmán. Lo describió en su libro Travels in Central America de la siguiente forma:

[...] a native of Costa Rica, and like most of his country-men, more remarkable for cunning than honour or courage. His manners are gentlemanly; he has no mixture of coloured blood, and is rather good-looking, though he appears to posess but little talent or education.
[..] es nativo de Costa Rica, y como muchos de sus compatriotas, más notable por su astucia que por honor o coraje. Sus modales son caballerosos; no tiene mezcla de sangre de coloreado, y es de bastantemente buen aspecto, aunque parece tener poco talento o educación.

En el 19 de mayo, la Asamblea General le dio a Guzmán el título de general de división y benemérito de la patria y  le otorgó una medalla con la inscripción de El pueblo libre, el 2 de Febrero de 1845.En el 28 de mayo, la Asamblea General convocó elecciones presidenciales, estas serían organizadas por Guzmán para dar legitimidad a su gobierno.

#### Conflicto
A finales de mayo el general Cabañas invadió al territorio de Honduras y sin mucha dificultad llegó hasta su capital en Comayagua. Más las fuerzas al mando del general José Santos Guardiola lograron vencer al ejército salvadoreño en Comayagua y el general Cabañas tuvo que dar la última carga con cinco oficiales para favorecer la retirada de sus tropas. Al volver a El Salvador, Cabañas pidió la formación de un concejo de guerra.
Mientras Cabañas continuó la invasión por medio del departamento de San Miguel, también se verificaba la invasión por medio del departamento de Chalatenango al mando del general Indalecio Cordero que avanzó hasta Los Llanos de Gracias. Ahí en el 7 de junio rechazó el ataque de las fuerzas hondureñas de los generales Eusebio Toro y Ciriaco Bran.
El ejército salvadoreño pudo recuperar los territorios que estaban bajo dominio hondureño
El general Cordero con las tropas que quedaban bajo sus órdenes fue encargado de defender el camino de Chalatenango y levantó trincheras en el paso del Lempa y Suchitoto en donde podía fácilmente impedir el avance hondureño.
En el 23 de junio, 25 personas se alzaron sobre la ciudad de Santa Ana en soporte a Malespín, pero estos se retiraron por no haber podido sostenerse ahí.
En el 8 de agosto que el general Guardiola desocupase el territorio con base de un arreglo pacífico al cual se hallaba dispuesto. Mientras tanto la división vanguardia salvadoreña con unos 900 hombres se movió de San Vicente a Lolotique al mando del general Nicolás Angulo. El general Guardiola recibió la nota del gobierno salvadoreño y aparentó acceder a su contenido y mandó una contestación al general Angulo en la cual manifestó su retiro a Honduras, más esto sería pretexto para sorprender y atacar al ejército salvadoreño.
El general Angulo comprendió su objeto y se movió en el 15 de agosto de Lolotique a la hacienda del Obrajuelo, distante una legua y media de la ciudad de San Miguel. Al saber de este movimiento, Guardiola condujo su ejército entre los bosques y malezas y llegó el mismo día a las 2 de la tarde a los patios de la hacienda por un rumbo que no sería esperado. A pesar de lo inesperado del ataque, las tropas salvadoreñas se organizaron y comenzó un combate que después de dos horas y media produjo la derrota de los 1100 hombres hondureños que habían entrado en acción y dejando en el campo del Obrajuelo más de cincuenta muertos y muchos elementos de guerra. A su salida por San Miguel, al día siguiente las tropas salieron de El Salvador. Un día antes de la acción del Obrajuelo . En el 21 de agosto, 200 hombres que venían en auxilio de las fuerzas hondureñas fueron derrotados en La Unión, quedando la comandancia del puerto encargada del coronel Antonio Carballo( un general Salvadoreño).
Después de la victoria salvadoreña en El Obrajuelo, el gobierno hondureño acordó una suspensión de hostilidades y por tanto el general Angulo y el coronel Quijano, en calidad de comisionados de sus respectivos gobiernos firmaron el armisticio de Sumpul en el 26 de agosto.
El general Guardiola, que se encontraba en el pueblo fronterizo de Guascorán fue informado del armisticio, pero a pesar de esto sorprendió al puerto de La Unión con 200 hombres el siguiente día, matando al comandante Carballo, el coronel León Ramírez y treinta y nueve soldados. Guardiola siguió la invasión de El Salvador al mando de 500 hombres y fueron derrotados los salvadoreños en La Unión, mientras el general Angulo no tenía más de 30 hombres en San Vicente, 15 de los cuales fueron mandados a ocupar el paso del Lempa y pidió fuerzas a la capital para situarse en Tecapa donde podía impedir el avance de la invasión. Después de más movimientos militares con resultados favorables para los Salvadoreños, cesó la invasión de Guardiola.
El gobierno salvadoreño envió a los señores Cayetano Bosque y José Antonio Jiménez a Honduras para firmar un acuerdo de paz. Fue así que se firmó entre ambas partes el acuerdo llamado la paz de Sensenti en el 27 de noviembre, cesando así medio año de conflicto.

### Posguerra
Hasta durante la guerra con Honduras, el gobierno se encontraba en un estado de confusión por causa del faccionalismo. Los tres partidos principales, el de los Coquimbos, compuesto de oficiales liberales que habían servido a Morazán, el partido del obispo Viteri y el partido de Guzmán se destacaron por sus disputas constantes. Los Coquimbos tenían apoyo de la mayoría del público, pero los últimos dos, especialmente el del obispo, se destacaron por su intriga.
La economía del país fue gravemente afectada por las guerras. La feria de San Miguel que ocurría anualmente en noviembre, y que era uno de los eventos que formaba gran parte de la economía nacional, fue abandonada de forma precipitada por causa de la guerra, y además de causar inconvenientes para los comerciantes internacionales, centroamericanos y locales, afectó los ingresos al país en general; la población quedó en un estado de pobreza extrema y la poca industria que había existido decayó y el cultivo del xiquilite que era uno de los únicos artículos de exportación del país había caído igualmente.
El gobierno de Guzmán recibió el reconocimiento oficial de Costa Rica, Guatemala y Nicaragua. Guzmán continuó en su cargo hasta finalizar el período presidencial en el 1 de febrero de 1846, año en que se retiró de la actividad política y fue sucedido por Fermín Palacios. 
Tras haber tomado el cargo de la presidencia José María San Martín en el 15 de febrero de 1854 fue nombrado gobernador y comandante general del departamento de San Miguel.
Después del terremoto del 16 de abril de 1854 que destruyó a San salvador, varias personas de diferentes poblaciones donaron en favor de los damnificados y en una lista hecha por la gobernación de San Miguel en el 23 de mayo de las personas de la ciudad de San Miguel que habían donado, aparece el señor Guzmán que donó 50 pesos.
Regresó en 1858 como vicepresidente de Miguel Santín del Castillo y al fallecer este, lo sustituyó como presidente provisional.
Varias veces fue elegido miembro de la Asamblea Legislativa, del consejo de estado y de la prefectura del departamento donde residía.
En el 11 de enero de 1872, el presidente provisorio Santiago González aprobó un acuerdo de la Asamblea Nacional Constituyente dado en el 24 de octubre atendiendo a la solicitud del general don Joaquín Eufrasio Guzmán, contraída a que se le permita el uso del uniforme con todas las prerrogativas correspondientes a su grado y a que se le conceda una pensión vitalicia, a la que la asamblea acordó de conformidad: concediendo el uso del uniforme y la pensión de 150 pesos mensuales durante su vida. Murió en San Miguel, El Salvador el año de 1875. Su hijo David J. Guzmán fue médico, escritor y político.